# Nu couché vu de dos
Pour les articles homonymes, voir Nu couché (homonymie).
Le Nu couché vu de dos est une peinture à l'huile sur toile réalisée par Pierre-Auguste Renoir en 1909. Elle est conservée au musée d'Orsay.
Cette œuvre s'inspire de la célèbre peinture de Velasquez Vénus à son miroir (National Gallery, Londres). 

## Expositions
- Apollinaire critique d'art, Pavillon des Arts, Paris, 1993 — n°103.